# Château de la Brosse-Raquin
Pour les articles homonymes, voir Château de la Brosse.
Le château de la Brosse-Raquin est un édifice situé à Tortezais, en France.

## Localisation
Le château est situé sur le territoire de la commune de Tortezais, dans le département de l'Allier en région Auvergne-Rhône-Alpes, à environ 2,5 km au sud du bourg.

## Description
Le château est une gentilhommière du XVe siècle comprenant un corps de logis flanqué de deux tours au nord.

## Historique
L'édifice est inscrit au titre des monuments historiques en 1947 et classé en 1959.